# Mirriwinni
Mirriwinni – miasto w Australii, w stanie Queensland.